# بينسيكلوفير
بينسيكلوفير (بالإنجليزية: Penciclovir)‏ يعرف بالأسماء التجارية دولسيل (بالإنجليزية: Penciclovir)‏ هو دواء مضاد للفيروسات يستخذم لعلاج فيروس الهربس، يؤخد عن طريق الفم. وهو مضاهئ نوكليوزيد يُظهر سمية منخفضة وانتقائية جيدة. ولأن البنسيكلوفير يُمتص بشكل ضعيف عند إعطائه عن طريق الفم، فغالبًا ما يُستخدم كعلاج موضعي. وهو المادة الفعالة في أدوية قروح البرد مثل دينافير (الرمز الوطني للأدوية 0135-0315-52) وفيكتافير وفينيفير. فامسيكلوفير هو دواء أولي للبنسيكلوفير ذو توافر حيوي فموي محسّن. جرت الموافقة على استخدام بنسيكلوفير طبياً في عام 1996.

## الآثار الجانبية
تشمل الآثار الجانبية الشائعة الصداع والغثيان.